# L-SAR 01组B星
L-SAR 01组B星，也可以称为陆地探测一号01组B星，是中华人民共和国于2022年2月27日7时44分在酒泉卫星发射中心用长征四号丙运载火箭发射的一颗卫星，姊妹星为L-SAR 01组A星。
L-SAR 01组B星和L-SAR 01组A星一同组成了陆地探测一号01组卫星，主要用于对地质环境、山体滑坡、地震灾害等进行有效监测。